# Padenia bifasciatus
Padenia bifasciatus är en fjärilsart som beskrevs av Rothschild 1912. Padenia bifasciatus ingår i släktet Padenia och familjen björnspinnare. Inga underarter finns listade i Catalogue of Life.